# Zollernia glabra
Zollernia glabra là một loài thực vật có hoa trong họ Đậu. Loài này được (Spreng.) Yakovlev miêu tả khoa học đầu tiên.